# John T. Averill

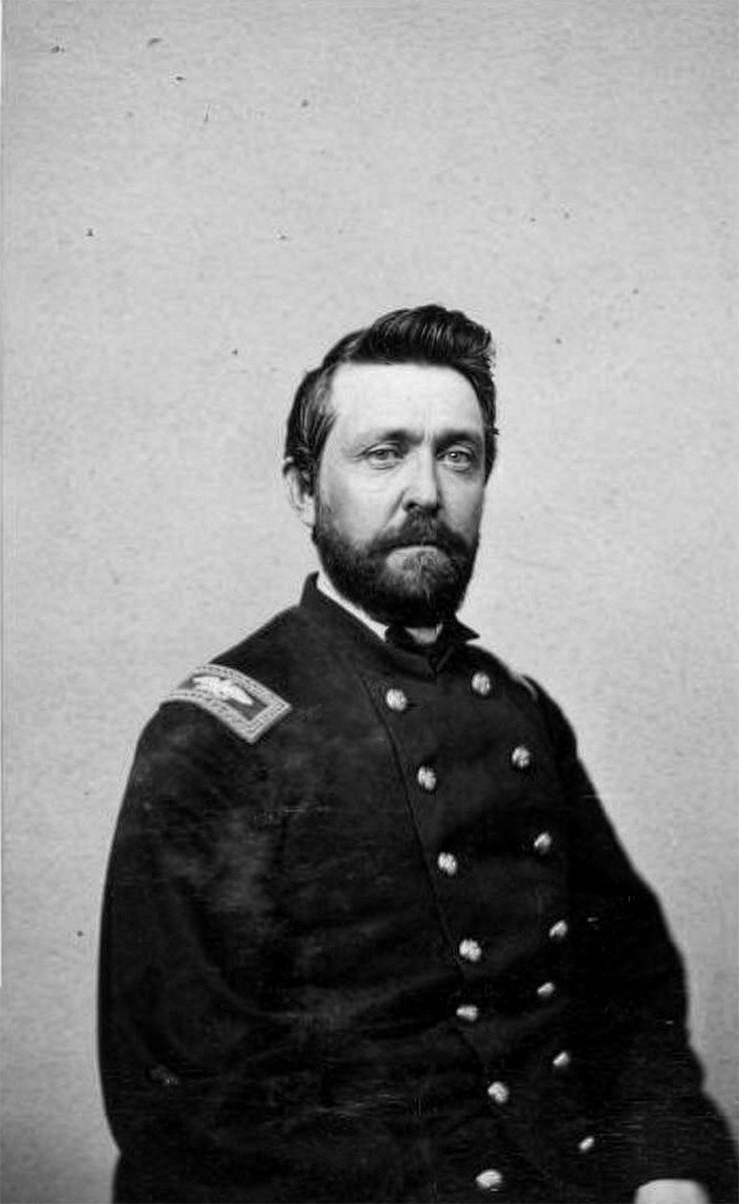
John T. Averill

John Thomas Averill (* 1. März 1825 in Alna, Lincoln County, Maine; † 3. Oktober 1889 in Saint Paul, Minnesota) war ein US-amerikanischer Politiker. Zwischen 1871 und 1875 vertrat er den Bundesstaat Minnesota im US-Repräsentantenhaus.

## Werdegang
John Averill besuchte die öffentlichen Schulen seiner Heimat. Im Jahr 1838 zog er mit seinen Eltern nach Montville in Maine. Bis 1846 studierte er dann am Maine Wesleyan Seminary in Readfield. Anschließend war er für kurze Zeit als Lehrer tätig. Danach arbeitete Averill ein Jahr lang in der Holzindustrie. Nach einem Umzug nach Winthrop wurde er im Handel tätig. Im Jahr 1852 zog er in den Norden des Staates Pennsylvania, wo er wieder in der Holzbranche arbeitete. Fünf Jahre später, im Jahr 1857, ließ er sich in Lake City (Minnesota) nieder. Dort befasste er sich unter anderem mit dem Getreidehandel.
In seiner neuen Heimat begann Averill als Mitglied der Republikanischen Partei eine politische Laufbahn. Zwischen 1858 und 1860 saß er im Senat von Minnesota. Während des Bürgerkrieges diente er in einem Infanterieregiment der Unionsarmee aus Minnesota. Bei Kriegsende hatte er den Rang eines Colonel erreicht. Nach dem Krieg zog Averill nach Saint Paul, wo er in das Papiergeschäft einstieg.
Zwischen 1868 und 1880 war er Vertreter seines Staates im Republican National Committee. Bei den Kongresswahlen des Jahres 1870 wurde Averill im zweiten Wahlbezirk von Minnesota in das US-Repräsentantenhaus in Washington, D.C. gewählt, wo er am 4. März 1871 die Nachfolge von Eugene McLanahan Wilson antrat. Zwei Jahre später wurde er im neugeschaffenen dritten Distrikt seines Staates erneut in den Kongress gewählt. Damit konnte er bis zum 3. März 1875 zwei Legislaturperioden im US-Repräsentantenhaus absolvieren. Ab 1873 war er Vorsitzender des Indianerausschusses.
Im Jahr 1874 verzichtete Averill auf eine erneute Kandidatur. In den folgenden Jahren widmete er sich wieder seinen privaten Geschäften in Saint Paul. Dort ist er am 3. Oktober 1889 auch verstorben.